# Vida (partido político)
Vida es un partido político local del estado de Nuevo León, México. Ideológicamente, el partido se autoproclama como de centro.

## Historia
En 2022, la organización civil «Vida Democrática Activa en Nuevo León» pidió ante el Instituto Estatal Electoral y de Participación Ciudadana de Nuevo León ser registrada como partido político estatal. El 29 de mayo de 2023, la autoridad electoral avaló el registro del partido político bajo el nombre de «Vida».
En las elecciones estatales de 2024, el partido compitió en solitario debido a que la legislación electoral le prohíbe a los partidos recién creados formar coaliciones. En los comicios, el partido no consiguió representación en el Congreso del Estado de Nuevo León ni tampoco la presidencia municipal de ningún ayuntamiento del estado. Sin embargo, logró tres regidores en Monterrey, además de mantener su registro local.

## Resultados electorales

### Congreso estatal
| Elección | Legislatura | Votos  | Porcentaje      | Diputaciones |
| -------- | ----------- | ------ | --------------- | ------------ |
| 2024     | LXXVII      | 59 366 | \| \| 2.36 % \| | 0/42         |
|          | 2.36 %      |        |                 |              |

### Ayuntamientos
| Elección | Votos   | Porcentaje     | Ayuntamientos |
| -------- | ------- | -------------- | ------------- |
| 2024     | 109 694 | \| \| 4.4 % \| | 0/51          |
|          | 4.4 %   |                |               |